# Friedrich Roeber

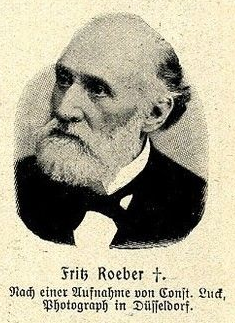
Porträt Friedrich Roeber

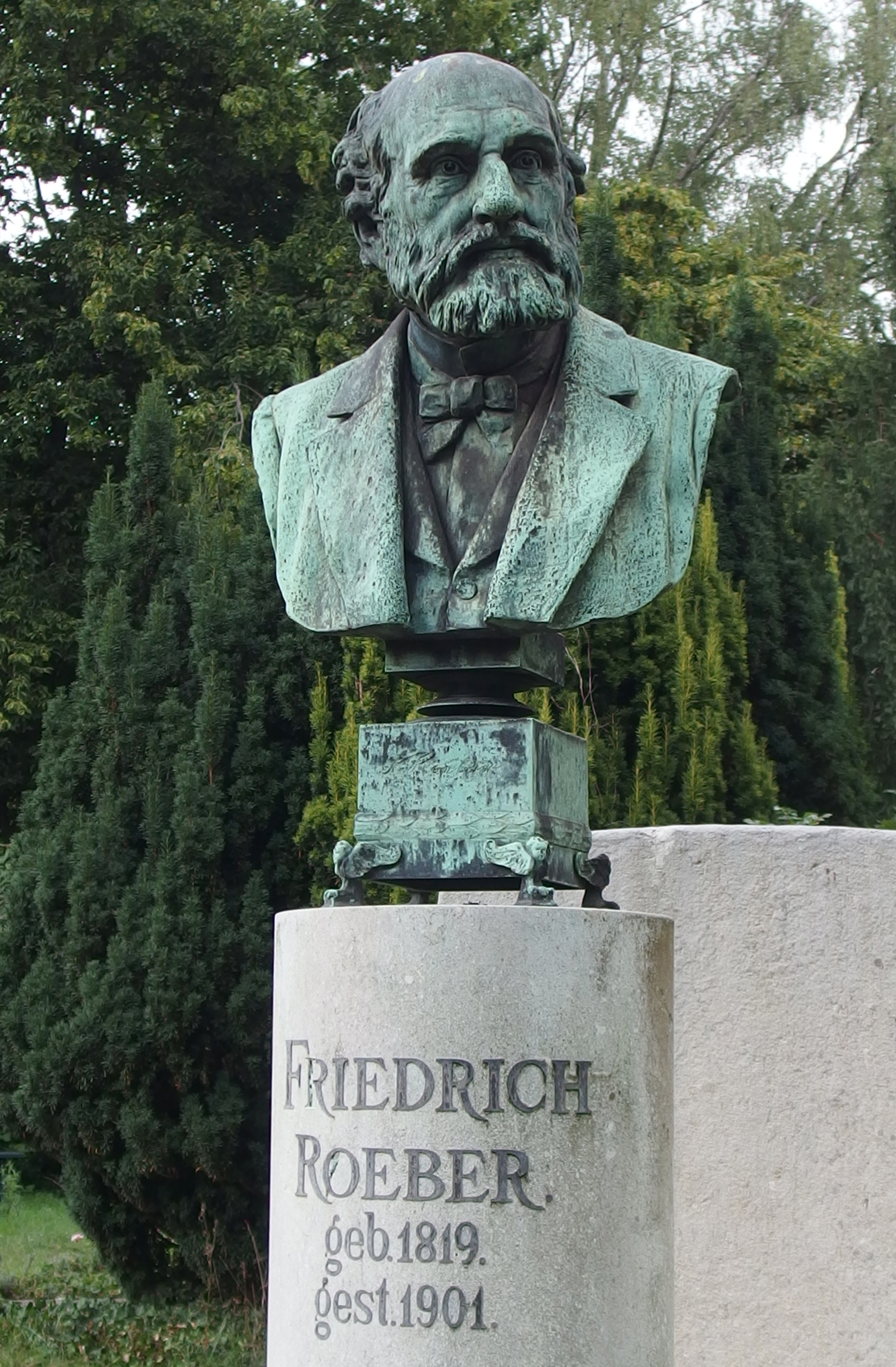
Büste Friedrich Roeber auf dem Nordfriedhof, von Karl Janssen

Johann Friedrich Gerhard Roeber (* 19. Juni 1819 in Elberfeld; † 12. Oktober 1901 in Düsseldorf) war ein deutscher Schriftsteller.

## Leben
Friedrich Roeber war der Sohn eines Drechslermeisters und besuchte die Elberfelder Realschule. 1834 begann er eine kaufmännische Ausbildung im Bankhaus von der Heydt-Kersten & Söhne. Dort wurde er Kommis, erhielt Prokura und wurde 1872 Teilhaber. 1879 verließ er die Firma und zog 1894 nach Düsseldorf.
1840 nahm er an einem Elberfelder Literaturkränzchen teil, dem u. a. Adolf Schults, Carl de Haas und Friedrich Engels angehörten. Später distanzierte er sich von Friedrich Engels. 1847 heiratete er Maria Wilhelmine Elise, geb. Kretzmann. Er wurde als Dramatiker, Novellist und Historiker bekannt. Roeber gehörte dem Wuppertaler Dichterkreis an.
Zwischen 1860 und 1864 trat er mit Veröffentlichungen im Morgenblatt für gebildete Leser hervor. Eineinhalb Jahre vor seinem Tod erlitt Roeber einen Schlaganfall. In einem Augenblick geistiger Verwirrtheit verbrannte er zahlreiche Briefe von Schults und de Haas an ihn. Fünf Jahre nach seinem Tod wurde ihm auf dem Carnapsplatz in der Elberfelder Nordstadt ein Denkmal gesetzt (im Zweiten Weltkrieg zerstört).
Die Maler Ernst Roeber (1849–1915) und Fritz Roeber (1851–1924) waren seine Söhne.

## Werke (Auswahl)
- Tristan und Isolde. Eine Tragödie in Arabesken. Julius Baedeker, Elberfeld 1856. Digitalisat
- Aus dem Wupperthale. In: Morgenblatt für gebildete Leser. Cotta, Stuttgart 1863, Nr. 16, S. 381–383.
- König Manfred. Oper in fünf Akten. Musik von  Carl Reinecke. Breitkopf und Härtel, Leipzig 1867. MDZ Reader
- Sophonisbe. Tragödie. Baedeker, Iserlohn 1884.
- Marionetten. Ein Roman. 2. Aufl. Baedeker, Iserlohn / Grumbach, Leipzig 1885. archive.org
- Litteratur und Kunst im Wupperthale bis zur Mitte des gegenwärtigen Jahrhunderts. Julius Baedeker, Iserlohn 1886. MDZ Reader
- Börsenringe. Schauspiel. Julius Baedeker, Leipzig 1891.
- Malermodelle. Lustspiel in einem Akt. Julius Baedeker, Leipzig 1892.
- Lyrische und epische Gedichte, Fest- und Märchenspiele. 3. verm. Aufl. Julius Baedeker, Leipzig 1897. Herzogin Anna Amalia Bibliothek